# Магерів
Маге́рів — селище у Львівському районі Львівської області. Орган місцевого самоврядування — Добросинсько-Магерівська сільська громада. Населення становить 1959 осіб.

## Історія
Згадка про час виникнення поселення, згідно з «Історією міст і сіл Української РСР», за деякими даними належить до кінця XIV століття. Спочатку на річці Білій нібито стояв невеликий хутір, що з часом розрісся до розмірів села, у якому переважало русинське (українське) населення, що займалися землеробством та лісівництвом
Засновником поселення вважається польський шляхтич Ян Магер. У 1591 році поселення отримало статус міста і було підтверджено його назву. 1595 року Магарову надано магдебурзьке право. Першою великою будовою став парафіяльний костел Святої Трійці (1595).
Під час Московсько-польської війни 1654—1667, 11 липня 1657 року, відбулася Битва під Магеровом, у якій військо під проводом Стефана Чарнецького перемогло об'єднану семигородсько-козацьку армію князя Дьордя II Ракоці.

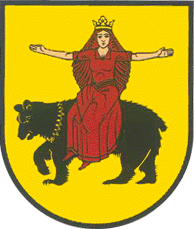
Герб періоду Речі Посполитої

### Місто наприкінці XIX століття
«Географічний словник Королівства Польського та інших земель слов'янських» так описує Магерів:
|  | Магерів — містечко в Равському повіті, між 50°5' і 50°8' північної широти та між 41°21'30" і 41°26' східної довготи, 16 км на південному сході від Рави-Руської (станція Ярославсько-Сокальської залізниці), і 20 км на схід від повітового суду у Немирові. На захід лежить Біла, на північ Руда Магерівська, на схід Городжів, на південний-схід Кунин, на південь Вулька Кунинська (обидві в Жовківському повіті) і Вишенька (в Городоцькому повіті). Вздовж північного кордону тече з заходу на схід потік Біла, притока Рати, і забирає води з північної частини території; південною частиною пропливає потік Двіні, притока Білої, з південного-заходу на північний схід. Засновником містечка був Ян Магер, гербу Шеліга, шляхтич Сигізмунда III. Збудував він осаду на власних ґрунтах, назвав її Магерів, і 20 січня 1591 року у Липнику Руді Магерівській надав такий привілей: «Хочемо, аби там вічно прославляли Бога згідно з обрядом віри римо-католицької, не дозволяючи осідати жодному відщепенцю, осудженому апостольською столицею; а якщо хтось з міщан католиків відійшов від римської церкви, повинен бути з міста вигнаний, власність його повинна бути забрана або продана. Вірних грецької та вірменської віри допускаю до міського права, забороняючи їм лише займати пост бургомістра. Євреїв як рід плюгавий, хитрий і проти християн через свою віру неприхильний і підступний виключаю і постановляю: щоб їх не приймали; щоб міщани їм будинків не здавали в оренду і не продавали, і наступники мої під жодним приводом їх до міста не впускали. Керуватись повинні міщани саським і магдебурзьким правом. 6 радників і стільки лавників будуть керувати пожиттєво, бургомістр повинен щомісяця змінюватись. В справах сумнівних дозволяю отримувати поради львівського магістрату». Надалі дозволяє міщанам збудувати ратушу з крамницями і лазнею та збирати з них, а також з виставлених на продажу товарів певний податок на дохід місту, з зобов'язанням відчитуватись щорічно перед власниками містечка. Дозволяє займатися торгівлею всіх видів, займатися ремісництвом, виробляти солод, мед і пиво варити, горілку лише гнати і шинкувати лише до закінчення терміну вільностей; визначає ріллю, пасовища, вируб в лісі за дозволами, ухвалює накінець звільнення від податків, зборів, тягарів і підвод; привілей на торгівлю і ярмарки від короля отримати. Король Сигізмунд III Ваза, підтверджуючи акт заснування міста 10 березня 1595 року, промовляє: «Багато нам і Речі Посполитій на тому залежить, щоб в цілому королівстві, а особливо в руських землях, які піддаються майже щоденним нападам, було закладено якнайбільше осад, міст, містечок і замків, і завдяки росту чисельності населення сила і потужність проти ворогів християнства росла». Містечко складається з таких частин: Бірки, Божики, Деревенька, Фільварки, Явірник, Яворівське Передмістя, Львівське Передмістя, Онишки, За Містом (Св. Миколай) і Жуки Магерівські, а також фільварків: Біла і Кам'яна Гора. Ринок містечка чотирибічний, будинки на ньому переважно муровані. В північній частині території лежать мочаристі луги і пасовища; на південь від них орне поле «Кобилки»; на південному кордоні підноситься узгір'я Явірники (312 м). До кадастральної гміни належать, окрім Магерова, присілки сусідніх сіл, такі як: Думичі, Геруси, Мандрики (Малдрики), Нитники, Руда Лісна, Волоси і Зіньчуки. Власність більша цієї кадастральної гміни має орної ріллі 2, лугів і городів 49, пасовищ 16, лісу 73; власність менша орної ріллі 1653, лугів і городів 543, пасовищ 579, лісу 5 моргів. У 1880 році було 2812 мешканців у гміні, 85 мешканців на території двору (між ними 695 римо-католиків, 1581 греко-католик). Парафія римо-католицька на місці (Жовківського деканату, Львівської архидієцезії), утворена 1595 року, фундації Анджея Белжецького. Костел Святої Трійці мурований, посвячений (консекрований) у 1845 році. На цвинтарі є каплиця, у якій інколи правиться Служба Божа. До тієї парафії належать: Біла, Добросин, Городжів, Кам'яна Гора, Лавриків і Окопи, Монастирок, Пили, Погарисько, Улицько, Замок і Зарубане. Парафія греко-католицька також на місці (Потелицький деканат, Перемишльської дієцезії). Парафіальна церква Святого Георгія дерев'яна, збудована у 1697 році. В Магерові є двокласна школа і гмінна кредитна каса з капіталом 155 злотих. Місцевий фонд убогих, заснований Самуелем Белзецьким у 1642 році для утримання 4 убогих, має 1800 злотих орендованої власності і є під управлінням керівництва гміни. Існує тут також посаговий фонд Яна і Філіпіни Комарніцьких, заснований у 1869 році паном Яном Комарницьким, з метою збирання посагу для бідних дівчат з Магерова, Бірок, Передмістя та Підлісся. Маєтком управляє краєвий уряд, гмінна влада і парохи обох парафій. Орендована власність наприкінці 1883 року становила 1515 злотих. 11 липня 1657 року під Магеровим Стефан Чарнецький напав на Великого князя семигородського Григорія Ракоці, і хоч противник мав більше війська, змусив його до втечі, гнав його до Меджибожа. Завдяки шлюбові з Барбарою Магерівною, сандомирською підчашанкою, жінкою Миколая Белжецького, перейшли ці маєтки до Белжецьких-Яструбчиків. Їхній син Ян, великий воїн, завдячуючи щастю в бою, поставив костел у Магерові. Пізніше перейшов Магерів до Ґлоґовських гербу Гримала. Від них купив ці маєтки граф Вільгельм Семенський, а через його внучку Амелію Сенявську отримав їх граф Александер Стадницький. До Магерова доходить вал, який тягнеться від Кам'янця-Подільського і повинен бути, згідно з деякими дослідженнями, валом Траяна. Антоній Петрушевич («Звідний галицько-руський літопис з 1600 до 1700» в Літературному Збірнику, Львів, 1874) повідомляє, що походить він з аварських часів. Баліньський пише щодо цього, те що подав Сярчиньський в Осолінському Часописі, 1828, ІІ, 116, тобто, що дослідження не принесли результату, і з людських легенд не можна було отримати жодних відомостей. Коло Магерова є також вали, насипані чотирикутником, завдовжки 70, завширшки 30 саженів, але вони походять з пізніших часів, і були насипані для оборони або обозу. Крехівський літопис згадує про Василіянський монастир, який мав існувати в Магерові. |

В північно-західній частині Магерова, за річкою Біла, розташований також фільварок Окопи (окремо існує також село Окопи). Ось як його описує «Географічний словник Королівства Польського та інших земель слов'янських»:
|  | Окопи — фільварок і гуральня в Магерові, повіт Рава-Руська. Сліди насипаних валів і залишки мурів свідчать, що цю назву недаремно надано цій місцевості. |

### Місто в XX столітті
До листопаду 1918 року місто знаходиться у складу Австро-Угорщини. (Королівство Галичини та Володимирії з Великим князівством Краківським і князівствами Освенцима і Затору). Після закінчення Першої світової війни місто входить у склад ЗУНР (Західноукраїнської Народної Республіки) .
З листопада 1918 р. розпочалася війна між Польщею та Західно-Українською Народною Республікою за Львів, а 25 червня 1919 р. Паризька мирна конференція затвердила тимчасову адміністрацію Польщі на території Східної Галичини, Куди ввійшов й Магерів. А 15 березня 1923 р. Рада послів визнала суверенітет Польщі на території Східної Галичини за умови введення Польщею автономного статусу на цій території. 
Село належало до Равського повіту. На 01.01.1939 в селі проживало 3090 мешканців, з них 1440 українців-грекокатоликів, 300 українців-римокатоликів — хлібороби, 600 поляків — не хлібороби, 750 євреїв.
Після початку другої світової війни (1 вересня 1939 року) в свою чергу збройні сили СРСР перейшли кордон Польщі 17 вересня 1939 р. а 26 вересня 1939 року з'єднання радянського 2-го кавалерійського корпусу увійшли до міста.. У 1940—1941 роках та з 1944 до 1959 року містечко було центром Магерівського району. 1959 року територію Магерівського району приєднано до Рава-Руського району.
За спогадами Андрія Кордана, згодом бійця сотні «Залізняка» та зв'язкового командира куреня «Месники» Івана Шпонтака, восени 1941 року в Мегерові в приміщенні, що до початку німецько-радянської війни займали радянські органи НКВС, зорганізовано станицю Української допоміжної поліції у складі 9 осіб, а сам Андрій отримав туди призначення поліцейським:

| У містечку було багато євреїв, всіх їх зігнали в одну дільницю, так зване гетто. Там вони мали свою поліцію й адміністрацію. Нам вони не підлягали, і нам заборонено було туди заходити. |

## Населення

### Мова
Розподіл населення за рідною мовою за даними перепису 2001 року:
| Мова       | Кількість | Відсоток |
| ---------- | --------- | -------- |
| українська | 1945      | 99.23%   |
| російська  | 11        | 0.57%    |
| польська   | 2         | 0.10%    |
| білоруська | 1         | 0.05%    |
| вірменська | 1         | 0.05%    |
| Усього     | 1960      | 100%     |

## Пам'ятки
- Костел святої Трійці збудований у 1595 році і перебудований у 1845 році. Храм зруйнували під час першої світової війни.[11] Тоді від нього залишилися лише стіни, як і від барокової дзвіниці, яка стояла на північ від самого костелу. В міжвоєнний період храм був повністю відновлений, споруджено новий дах, зроблено нове завершення у вигляді гострого шпиля, а храмовий комплекс доповнено ще кількома спорудами. Храм був заново освячений. На часі відбудови храму меси проводили у цвинтарній капличці.[12] 1935 року було ще раз перебудовано дах костелу.[11] Після другої світової війни костел перестав відігравати роль культової споруди. Спершу тут діяв склад, а потім почергово виробничі приміщення львівських заводів «Біофізприлад» (виготовлення ялинкових прикрас) та «Полярон» (виготовлення комплектуючих для військової техніки).[13] Після 1991 року споруда більше двадцяти років не експлуатувалася та поступово занепадала. У 2005 році костел повернули вірянам у вкрай занедбаному стані, проте, ймовірно, РКЦ довелось відмовитись від храму, оскільки його реставрація вимагала надто великих коштів, а римо-католицька громада Магерова є нечисленною (не більше 10-х вірян). Для відправ їм цілком вистачає цвинтарної каплиці. Костел продовжував руйнуватися.[12] Костел Пресвятої Трійці не внесений у реєстр пам'яток архітектури. У жовтні 2019 року фонд державного майна продав з аукціону старовинний храм. Новим власником споруди став підприємець з Дніпра.[14] Львівська ОДА звернулась до Фонду державного майна щодо призупинення приватизації костелу Пресвятої Трійці у Магерові. Звернення до ФДМ від ЛОДА надішло після того, як жителька Магерова Оксана Кукурдза звернулась до департаменту архітектури та містобудування ЛОДА про внесення костелу до реєстру об'єктів культурної спадщини. Оскільки приватизація пам'яток культурної спадщини в Україні заборонена. Якщо костел внесуть до відповідного переліку, то аукціон можуть скасувати, а покупцю повернути гроші.[15]
- Свідок історії (пам'ятка природи)
- В селищі встановлені хрест на честь скасування кріпацтва, скульптуру ведмедя з гербом Магерова, пам'ятний знак льотчику, Герою Радянського Союзу Михайлові Лиховиду. Є могили воїнів УПА і УСС, братська могила радянських воїнів, які загинули під час другої світової війни.

## Відомі люди
- Козакевич Володимир(1870, Магерів — 17 лютого 1940, Львів) — маляр, громадсько-політичний діяч.[16] Батько української малярки Ольги Козакевич-Дядинюк.
- Хір Андрій Петрович (1990 - 16.04. 2022) - боєць ЗСУ, загинув поблизу м. Рубіжне, Сєвєродонецького району, Луганської області. Поховали захисника в сел. Магерів.
- Кабарчук Ярослав - боєць ЗСУ, учасник миротворчих місій в Іраку, загинув 30.05.2022 на Луганщині від ракетного удару. Поховали захисника в сел. Магерів.
- Хитрейко Андрій - боєць ЗСУ, загинув 30.05.2022 на Луганщині від ракетного удару. Поховали захисника в сел. Магерів.
- Зінчук Андрій - боєць ЗСУ, загинув 30.05.2022 на Луганщині від ракетного удару. Поховали захисника в сел. Магерів.
- Курдюков Юрій Валерійович (06.05.1980 - 01.01.2023) - уродженець сел. Магерів, житель с. Сморжів, Червоноградського району. Загинув у районі с. Опитне, Донецької області. Поховали захисника в с. Сморжів.
- Кольбух Василь (1991 - 13.02.2024) - боєць ЗСУ, загинув поблизу с. Богданівка, Бахмутського району, Донецької області. Поховали захисника 27.02.2024 на кладовищі селища Магерів.
- Нижник Богдан (26.05.1984 - 01.03.2024) - старший лейтенант ЗСУ, загинув на Донеччині. Уродженець сел. Магерів, житель с. Ременів. Поховали захисника 28.05.2024 на Личаківському кладовищі м. Львів.
- Сліпець Ігор Петрович (16.08.1964 - 11.03.2024) - солдат ЗСУ.
- Кожушко Василь Іванович (23.12.1999 - 21.12.2024) - військовий ЗСУ, загинув поблизу с. Новолюбівка, Сватівського р-ну, Луганської обл. Попрощалися зі захисником 26.12.2024 у сел. Магерів.